# Ivanka Trump

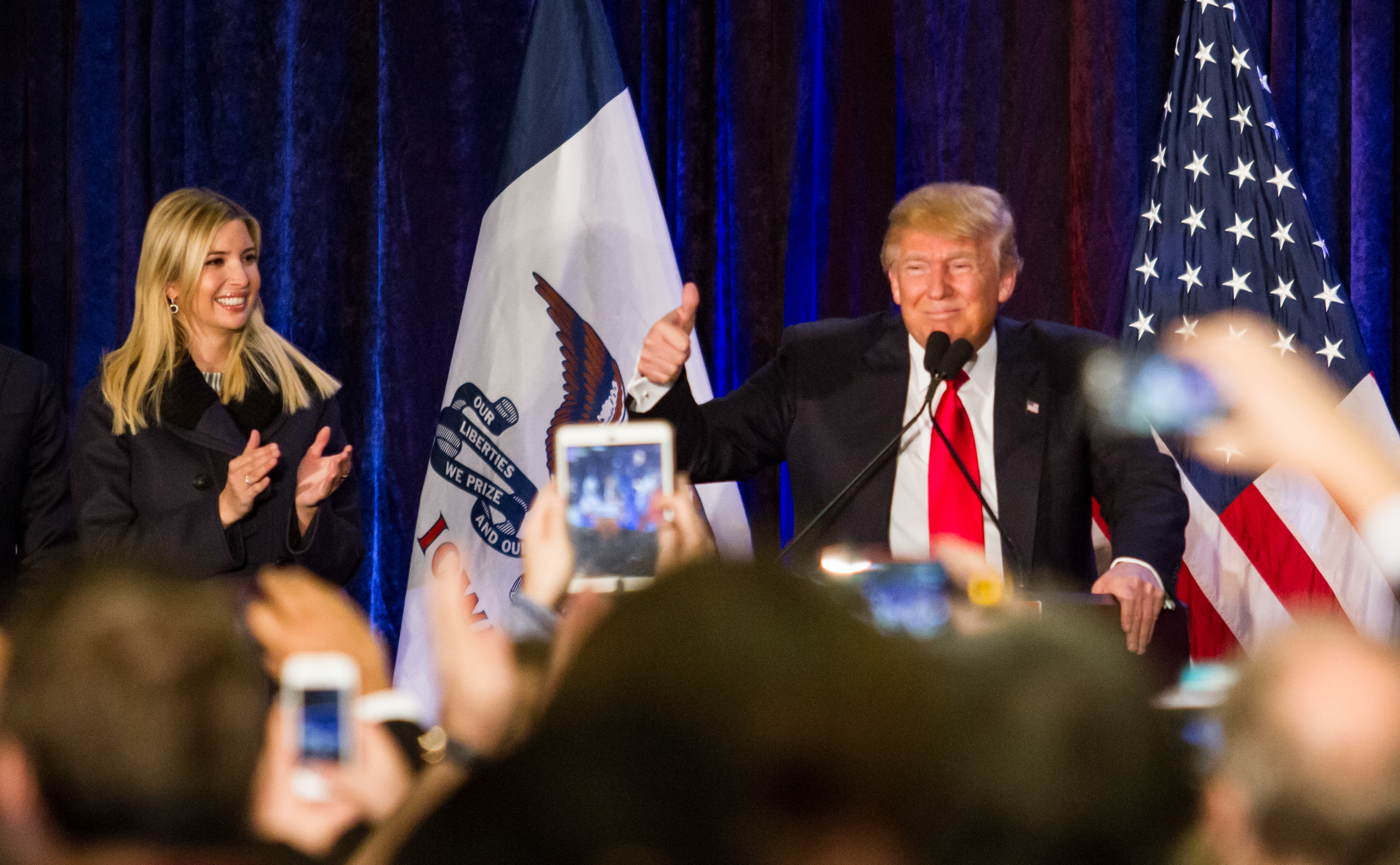
Trump tijdens de presidentiële campagne van haar vader in 2016

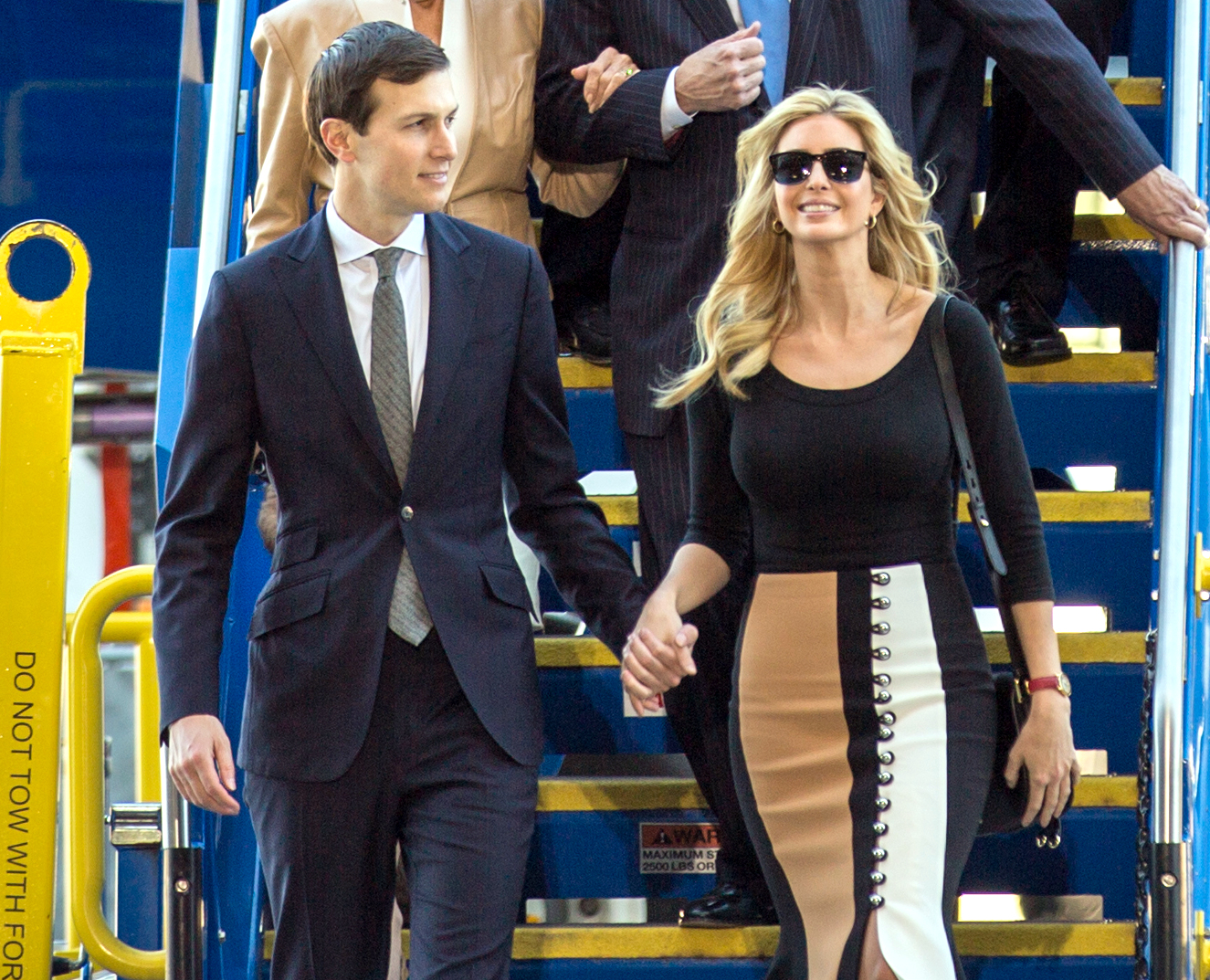
Ivanka Trump met haar man Jared Kushner

Ivana Marie (Ivanka) Trump, geboren Ivana (Manhattan, New York, 30 oktober 1981) is een Amerikaans model en onderneemster. Ze beheerde het vastgoed van The Trump Organization en is daarnaast ook bekend van eigen merklijnen, waaronder Ivanka Trump Fine Jewelry en Ivanka Trump Lifestyle Collection.  

## Biografie
Ze is de dochter van de 45e president van de Verenigde Staten en vastgoedmagnaat Donald Trump en Ivana Marie Zelníčková, die in 1991 van elkaar scheidden. Trump ging naar de Chapin School in New York totdat ze 15 jaar was, waarna ze switchte naar de middelbare school de Choate Rosemary Hall in Wallingford. Ze studeerde vervolgens aan de Georgetown Universiteit en de Wharton School van de Universiteit van Pennsylvania, alwaar ze in de economie afstudeerde in 2004.
Sinds 2009 is Trump getrouwd met projectontwikkelaar Jared Kushner, samen hebben ze een dochter en twee zoons. Voor hem bekeerde ze zich tot het Jodendom. Haar echtgenoot is een politieke vertrouweling van haar vader.

### Model
Trump verscheen als model voor het eerst op de omslag van Seventeen in 1997. Ze was ondertussen al werkzaam als model voor ontwerpers als Versace, Marc Bouwer, Thierry Mugler en merken zoals Tommy Hilfiger en Sassoon Jeans. Daarnaast stond ze op de omslag van enkele vooraanstaande tijdschriften, waaronder Stuff (augustus 2006, september 2007), Forbes, Golf Magazine, Avenue Magazine, Elle Mexico en Harper's Bazaar (oktober 2007).
In de Maxim Hot 100 uit 2007 stond ze op plaats 83 en op de 84ste plaats op de AskMen.com-lijst van 2008.

### Onderneemster
Voordat Trump aan de slag ging als Executive Vice President bij de The Trump Organization, was ze actief voor de Forest City Enterprises en Dynamic Diamond Corp. Hier begon ze haar eigen juwelen te ontwerpen en opende ze een winkel in Madison Avenue. Daarnaast startte ze met haar eigen lijn in handtassen en schoenen.
Trump nam in januari 2017 ontslag als bestuurder van The Trump Organization en haar modebedrijven, aangezien haar man een belangrijke presidentiële adviseur was geworden van haar vader, die op dat moment aantrad als president. Zelf werd ze in maart 2017 officieel aangesteld als 'assistent van de president'.

## Publicaties
- The Trump Card: Playing to Win in Work and Life (2009), Touchstone (ISBN 978-1439140017)